# Mario Salas
Mario Alfredo Salas Saieg (* 11. Oktober 1967 in Viña del Mar) ist ein ehemaliger chilenischer Fußballspieler, der als defensiver Mittelfeldspieler agierte. Er spielte fünfmal für die Nationalmannschaft Chiles. Seit Beendigung seiner Spielerkarriere ist er als Trainer tätig.

## Karriere

### Vereinskarriere
Mario Salas begann seine Karriere in der Jugend es Everton. Neben Fußball spielte er auch Rugby, wo er 1986 mit der chilenischen Nationalmannschaft an der Jugend-Südamerikameisterschaft teilnahm. Schließlich entschied er sich für die Fußballkarriere und debütierte im November 1987 für seinen Jugendklub gegen Deportes Concepción. Nach sechs Jahren bei Everton zog es ihn zu Unión Española. Weitere Karrierestationen kamen dann mit CD Palestino, CSD Colo-Colo, CD Santiago Morning, CD Santiago Wanderers und Deportes Antofagasta hinzu. Sein letztes Karrierejahr verbracht der Mittelfeldspieler wieder bei Everton. Seine erfolgreichste Karrierezeit erlebte er von 1996 bis 1998 beim Colo-Colo, mit dem er unter Trainer Gustavo Benítez und seinem argentinischen Mittelfeldkollegen Marcelo Espina dreimal chilenischer Meister und einmal chilenischer Pokalsieger wurde.

### Nationalmannschaftskarriere
Für die chilenische Nationalmannschaft gab Mario Salas am 8. September 1993 sein Debüt beim Freundschaftsspiel gegen Spanien. Zu seinem zweiten Einsatz im Nationalmannschaftstrikot kam er im Februar 1997, als er beim 1:1 gegen Bolivien im Qualifikationsspiel zur Weltmeisterschaft 1998 auflief. Nach einem weiteren Freundschaftsspiel gegen Brasilien wurde Salas für die Copa América 1997 in Bolivien nominiert und spielte bei den beiden Niederlagen gegen Paraguay und Argentinien. Chile schied in der Vorrunde mit drei Niederlagen als Gruppenletzter aus. Für Salas war der Auftritt gegen Argentinien das letzte Länderspiel.

### Trainerkarriere
Nach seiner aktiven Laufbahn startete Mario Salas seine Trainerkarriere 2010 beim Drittligisten AC Barnechea, mit dem er 2011 die Meisterschaft der Tercera División gewinnen konnte. In der Primera B spielte Barnechea mit um den Aufstieg in die Primera División, Salas nahm allerdings das Angebot des Verbandes an, die U-20 Nationalmannschaft bei der Copa America 2013 zu betreuen. Dort wurde die U-20 Chiles Vierter und qualifizierte sich für die U-20-Fußball-Weltmeisterschaft 2013 in der Türkei. Das Team von Salas schied nach überstandener Gruppenphase und einem Sieg im Achtelfinale über Kroatien gegen Ghana nach Elfmeterschießen im Viertelfinale aus.
2014 trainierte der ehemalige Nationalspieler CD Huachipato, ehe er zum Topklub CD Universidad Católica wechselte, mit dem er 2016 sowohl Apertura als auch Clausura gewinnen konnte. 2018 wurde Mario Salas bei seiner ersten Auslandstätigkeit als Trainer mit Sporting Cristal peruanischer Meister. Ende 2018 nahm er das Angebot des CSD Colo-Colo an und kehrte in seine Heimat zurück. Nachdem er dort entlassen wurde, zog es ihn wieder nach Peru zurück, wo er fortan Alianza Lima trainierte. Sein Engagement endete nach wenigen Monaten und Alianza Lima entkam nur aufgrund des besseren Torverhältnisses dem Abstieg. Im November 2021 stellte Huachipato seinen früheren Trainer Mario Salas als neuen Trainer vor. Seit Mai 2023 trainiert der fünfmalige Nationalspieler den abstiegsbedrohten CD Magallanes.

## Erfolge

### Spieler
Unión Española
- Copa Chile: 1993

Colo-Colo
- Chilenischer Meister (3): 1996, 1997-C, 1998
- Chilenischer Pokalsieger: 1996

### Trainer
AC Barnechea
- Meister der Tercera División: 2011

Universidad Católica
- Chilenischer Meister (2): 2015/16-C, 2016/17-A
- Supercopa de Chile: 2016

 Sporting Cristal
- Peruanischer Meister: 2018

Colo-Colo
- Chilenischer Pokalsieger: 2019

## Sonstiges
2016 schloss Mario Salas das Studium der Sporterziehung an der Pontificia Universidad Católica de Valparaíso ab.